# Communauté de communes du Val de Meurthe (Meurthe-et-Moselle)
Ne doit pas être confondu avec Communauté de communes du Val de Meurthe (Vosges).
La Communauté de communes du Val de Meurthe est une ancienne communauté de communes française, située dans le département de Meurthe-et-Moselle en région Grand Est, faisant également partie du pays du Lunévillois.
En 2017, la Communauté de communes Meurthe, Mortagne, Moselle est créé à partir de la fusion de la communauté de communes du Bayonnais, de la communauté de communes du Val de Meurthe (hormis Réhainviller) et d'une partie des communes issues de la communauté de communes de la Mortagne

## Composition
Cette communauté de communes est composée des 7 communes suivantes :
| Nom                          | Code Insee | Gentilé        | Superficie (km2) | Population (dernière pop. légale) | Densité (hab./km2) |
| ---------------------------- | ---------- | -------------- | ---------------- | --------------------------------- | ------------------ |
| Blainville-sur-l'Eau (siège) | 54076      | Blainvillois   | 11,74            | 3 974 (2014)                      | 339                |
| Barbonville                  | 54045      | Barbonvillois  | 10,81            | 428 (2014)                        | 40                 |
| Charmois                     | 54121      | Charmoyens     | 5,41             | 184 (2014)                        | 34                 |
| Damelevières                 | 54152      | Damelibairiens | 8,12             | 3 165 (2014)                      | 390                |
| Mont-sur-Meurthe             | 54383      | Montois        | 9,51             | 1 119 (2014)                      | 118                |
| Rehainviller                 | 54449      | Rehainvillois  | 5,64             | 1 027 (2014)                      | 182                |
| Vigneulles                   | 54565      | Vigneullais    | 5,57             | 240 (2014)                        | 43                 |

## Administration
| Période                                  | Période  | Identité            | Étiquette | Qualité                                    |
| ---------------------------------------- | -------- | ------------------- | --------- | ------------------------------------------ |
| Les données manquantes sont à compléter. |          |                     |           |                                            |
| 2004                                     | En cours | Anne-Marie Farrudja | DVG       | Adjoint puis maire de Blainville-sur-l'Eau |